# Transarabische Pipeline

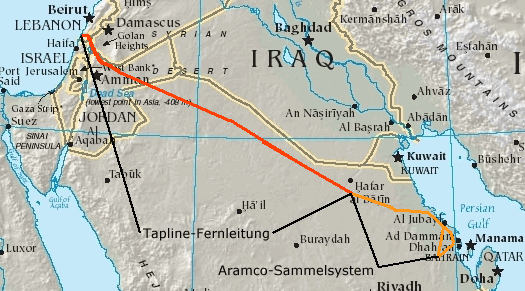
Streckenführung der Tapline vom Persischen Golf nach Sidon, Libanon

Die Transarabische Pipeline (Tapline) wurde als ein Gemeinschaftsunternehmen der amerikanischen Mineralölfirmen Standard Oil aus New Jersey (jetzt ExxonMobil), Standard Oil aus Kalifornien (Chevron Corporation), The Texas Company (Texaco) und Socony-Vacuum Oil Company (Mobil Oil) gegründet, wurde allerdings letztendlich eine Tochtergesellschaft von Aramco. Das Unternehmen baute und betrieb die Transarabische Pipeline, eine 1214 Kilometer lange 30-Inch-Rohölpipeline, die von Qaisuimah in Saudi-Arabien nach Sidon im Libanon führte. Zu ihrer Glanzzeit war sie ein bedeutender Faktor im weltweiten Handel von Rohöl und trug zu der wirtschaftlichen Entwicklung des Libanon und der Beziehungen zwischen dem Nahen Osten und den Vereinigten Staaten bei.
Der Bau der Pipeline begann im Jahre 1947. Ursprünglich war als Endpunkt Haifa im damaligen Palästina vorgesehen, aber infolge der Gründung des Staates Israel wurde eine alternative Trassenführung über die Golanhöhen in Syrien gewählt und das Verladeterminal in Sidon errichtet. Der Betrieb startete im Jahre 1950. Die anfängliche Kapazität lag bei 300.000 Barrel täglich, wurde aber durch Hinzufügen von einigen weiteren Pumpstationen auf 500.000 Barrel erhöht.
Nach dem Sechstagekrieg 1967 geriet der Abschnitt der Pipeline, der durch die Golanhöhen verlief, unter israelische Kontrolle, aber die Israelis erlaubten den Weiterbetrieb der Leitung. Nach verschiedenen Jahren des ständigen Streits zwischen Saudi-Arabien, Syrien und Libanon über die Transitgebühren, dem Erscheinen von Supertankern und verschiedenen Brüchen an der Pipeline wurde der Abschnitt ab Jordanien 1976 stillgelegt. Der Rest der Leitung zwischen Saudi-Arabien und Jordanien blieb noch mit bescheidenem Transportvolumen aktiv, wurde aber 1990 von den Saudis aus Verärgerung über die jordanische Unterstützung des Irak im Golfkrieg abgestellt. Heute ist die komplette Leitung betriebsunfähig.
Trotz dieser Probleme ist die Tapline eine potenzielle Exportroute für Rohöltransport aus der Region am Persischen Golf nach Europa und in die Vereinigten Staaten. Eine Analyse hat gezeigt, dass die Transportkosten durch die Nutzung der Tapline über Haifa nach Europa bis zu 40 Prozent niedriger lägen als die Verschiffung mit Tankern durch den Sueskanal. Zu Beginn des Jahres 2005 wurde die Wiederinbetriebnahme der Tapline zu Kosten in Höhe von 100 bis 300 Millionen US-Dollar als eine strategische Maßnahme zur Erfüllung des Rohölbedarfes erwogen.